# علیرضا محجوب
علیرضا محجوب (زاده ۱۳۳۷ در صحت‌آباد، اشتهارد، استان البرز)، دبیرکل خانه کارگر ایران (کنفدراسیون عالی کارگران ایران)، نماینده شش دوره مردم از حوزه انتخابیه تهران، ری، شمیرانات، اسلامشهر و پردیس در مجلس شورای اسلامی و قائم مقام فدراسیون جهانی اتحادیه های کارگری و عضو هیات امنای سازمان تامین اجتماعی می‌باشد.

## زندگی‌نامه
علیرضا محجوب تحصیلات ابتدایی‌اش را در روستا و ادامه تحصیلاتش را در تهران در هنرستان فنی حرفه‌ای رضا شاه پهلوی (آلمانی‌ها) در رشته چاپ گذراند، وی سپس به فراگیری مهارت‌های فنی و کارگری پرداخته و در فاصلهٔ سال‌های ۱۳۵۴ تا ۱۳۵۶ به کار در چاپخانه‌های مختلف مشغول شد. در سال ۱۳۵۶ در شهرک اکباتان استخدام و در همان‌جا اولین هسته‌های اسلامی و کارگری را تشکیل داد و به انتشار پیامهای روح‌الله خمینی و نشر افکار مبارزاتی و اسلامی پرداخت.
در اواسط سال ۱۳۵۷ به کمک دوستانش اولین اعتصابات کارگری را در دوران پهلوی سازماندهی کرد و در همین رابطه از کار اخراج گردید.
وی همچنین در تشکیل شورای اسلامی و اعتصاب در شرکت‌ها نظیر اکباتان، بنز خاور، پارس خودرو و … نقش فعال داشت و پیش از پیروزی انقلاب ۵۷، اولین پیش‌نویس آئین‌نامه قانون شورای اسلامی کار را نوشت و بر همین اساس اولین شورای اسلامی کار در شهرک اکباتان تشکیل گردید.
پس از انقلاب به حزب جمهوری اسلامی پیوست و عضو شورای مرکزی،رییس دولت در سایه و همچنین رئیس شاخه کارگری حزب شد.
او در سال ۶۰ به عنوان مشاور نخست‌وزیرمیرحسین موسوی و سپس در سال ۶۹ به عنوان بازرس ویژه رئیس‌جمهورعلی اکبر هاشمی رفسنجانی منصوب و همزمان به عنوان دبیرکل خانه کارگر جمهوری اسلامی نیز انتخاب گردید؛علیرضا محجوب سالهای متمادی با حکم روسای جمهور عضو هیات امنای و شورای عالی تامین اجتماعی کشور بود.
وی دانش‌آموخته تاریخ از دانشگاه تهران است.
علیرضا محجوب نماینده ۶ دوره متوالی مجلس شورای اسلامی در حوزه انتخابیه فعلی تهران است که در نوع خویش رکورد دار نمایندگی در پایتخت پس از انقلاب مشروطه می‌باشد.
او از نزدیکان سید علی خامنه ای رهبر جمهوری اسلامی ایران و اکبر هاشمی رفسنجانی رئیس اسبق مجمع تشخیص مصلحت نظام به‌شمار می‌آید.
علیرضا محجوب با رای قاطع اکثریت نمایندگان کنفدراسیون های عالی کارگری جهان سالهاست قائم مقام اتحادیه WTFU بزرگترین سندیکای کارگری جهان نیز میباشد.

## نماینده تهران در ادوار پنجم تا دهم مجلس
محجوب نمایندهٔ حوزهٔ انتخابیهٔ تهران، ری، شمیرانات و اسلامشهر در دورهٔ پنجم، دورهٔ ششم، دورهٔ هفتم، دورهٔ هشتم، دورهٔ نهم و دورهٔ دهم مجلس شورای اسلامی است.
در دهمین دوره انتخابات مجلس شورای اسلامی، علیرضا محجوب، در لیست امید در تهران حضور داشت و توانست با کسب ۱٬۳۱۱٬۳۷۵ رأی، در رتبهٔ چهارم تهران، وارد مجلس دهم شود.
در ۱۲ آذر ۱۳۹۸، محجوب برای شرکت در یازدهمین دوره انتخابات مجلس شورای اسلامی ثبت نام کرد که در انتخابات دوم اسفند با کسب ۹۵٬۳۹۳ رأی در رتبه ۳۴ تهران قرار گرفت که از جلب نظر مردم جهت و ورود به مجلس پس از شش دوره بازماند.